# Deltuva

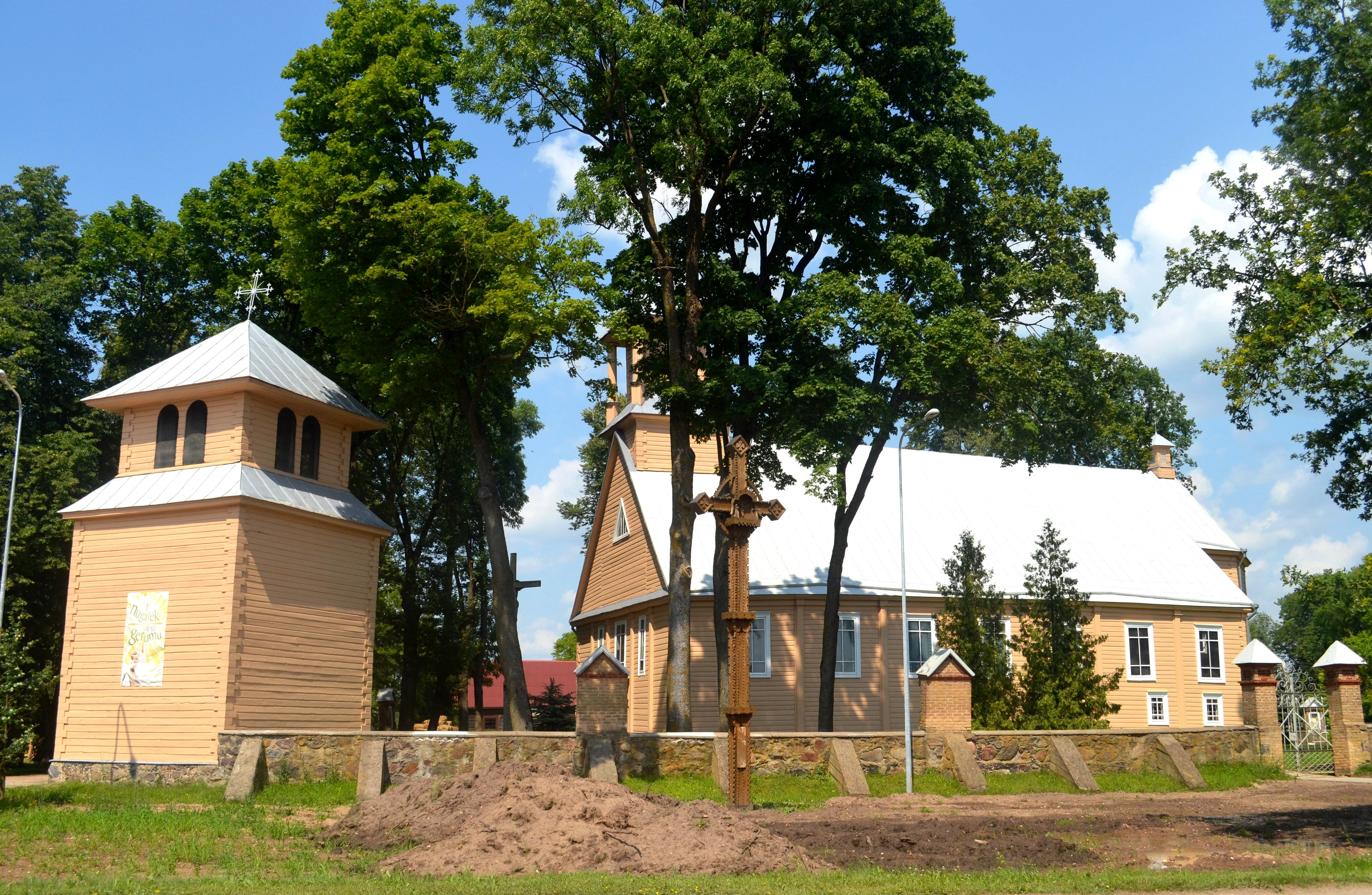
Kirche

Deltuva (dt. Deweltowo; 1867–1914: Konstantinovo) ist ein Dorf mit rund 460 Einwohnern (Zensus 2021) in Litauen. Der Ort liegt in der Rajongemeinde Ukmergė rund 6 km nordwestlich von Ukmergė, nahe der Straße nach Kėdainiai.

## Geschichte

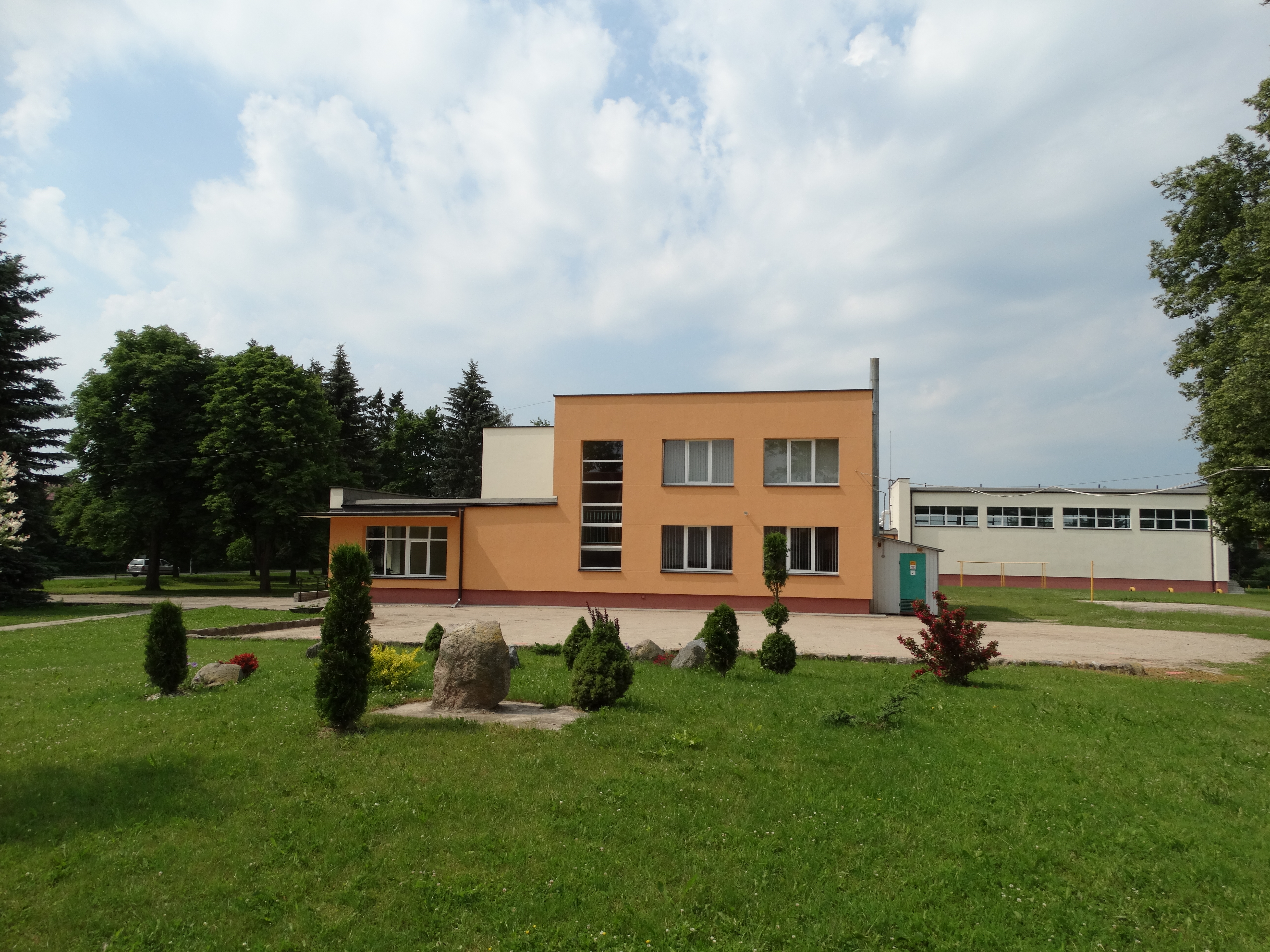
Hauptschule

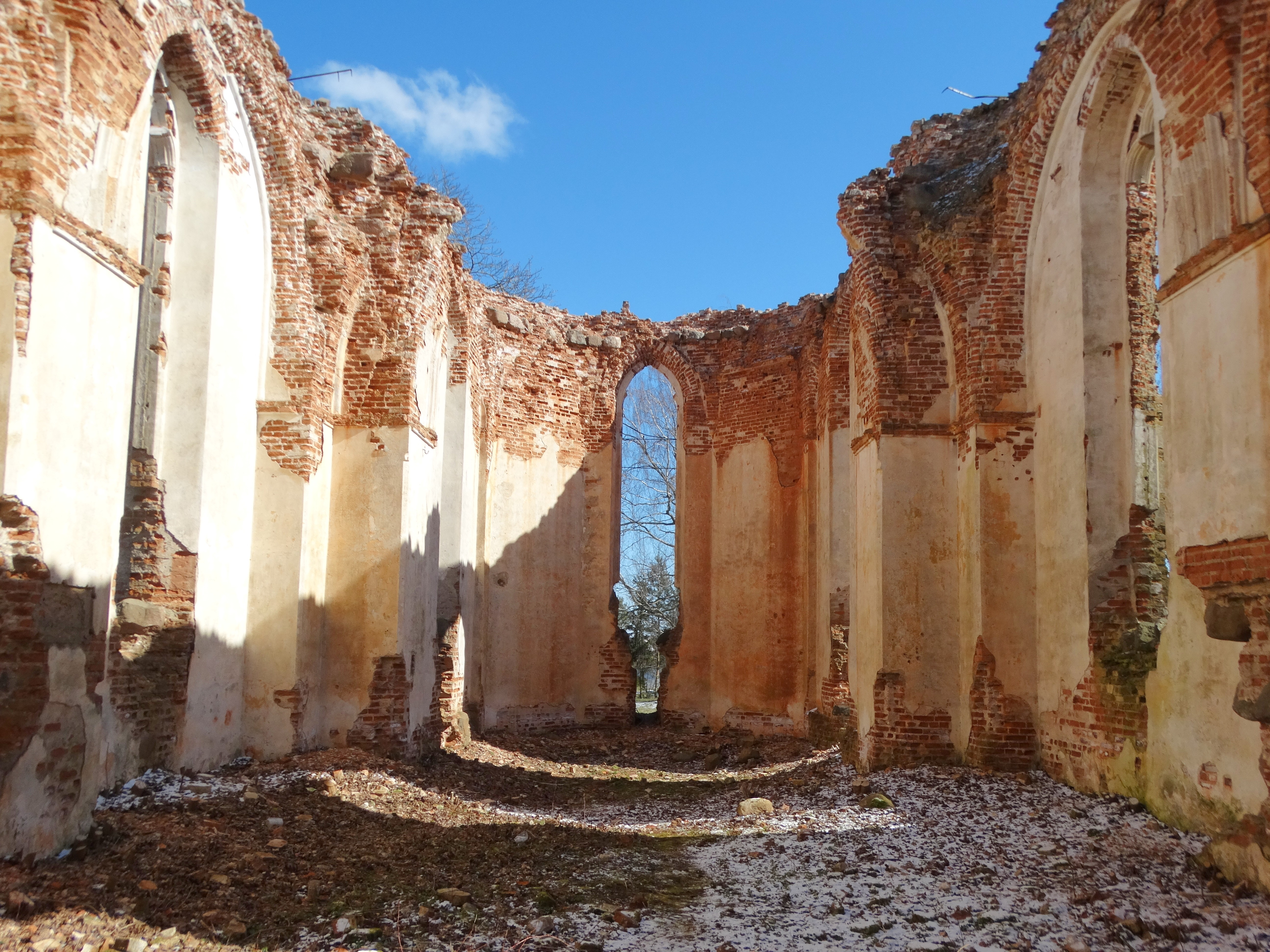
Evangelische Kirche

Im 12. und 13. Jahrhundert war Deltuva das Zentrum eines Stammesherzogtums. Das Herzogtum Deltuva wurde erstmals 1219 im Vertrag zwischen Litauen und Waletsch-Wolhynien erwähnt. Der Deutsche Orden erwähnt das Land Deltuva (Dewilto[w]) in der Beschreibung der litauischen Straßen im Jahr 1385. Im Jahr 1444 wurde in Deltuva eine katholische Kirche gebaut.
Im 15. Jahrhundert gehörte Deltuva dem Geschlecht der Valimantaičiai, später ihren Nachfolgern Kęsgailos und ab dem 16. Jahrhundert den Radziwiłł. Marcjan Aleksander Ogiński erwarb die Stadt im Jahr 1681. Im Jahr 1752 wurde die Dreifaltigkeitskirche gebaut.
Das Dorf ist bekannt für die Schlacht von Deweltowo am 28. Juni 1812. Sie ist das erste Zusammentreffen zwischen den französischen Truppen Napoleons und den russischen Truppen des Zaren Alexander.
Im 19. Jahrhundert war das Geschlecht Tyszkiewicz die Besitzer von Deltuva. 1867 wurde Deltuva in „Konstantinovo“ (russisch: Константиново) umbenannt, nach Konstantin Petrowitsch von Kaufmann (1818–1882), einem zaristischen Beamten und Gouverneur von Wilna. Der alte Name „Deltuva“ wurde der Stadt 1914 zurückgegeben.